# Hermann VII. (Baden)

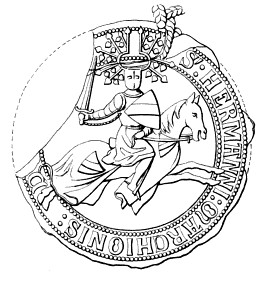
Siegel Hermanns VII.

Markgraf Hermann VII. von Baden, genannt der Wecker, (* 1266; † 12. Juli 1291) war regierender Markgraf von Baden. Er regierte von 1288 bis 1291.
Markgraf Hermann VII. ist der Sohn von Rudolf I. von Baden und Kunigunde von Eberstein (* um 1230; † 12. April 1284/90 in Lichtental), der Tochter des Grafen Otto von Eberstein.
Hermann VII. heiratete vor dem 6. Oktober 1278 Agnes von Truhendingen († nach 15. März 1309). Aus der Ehe gingen folgende Kinder hervor:
- Friedrich, († 22. Juni 1333)
- Rudolf, († 25. Juni 1348)
- Hermann, († 1296)
- Jutta, († 1327)

1291 erhält Markgraf Hermann VII. von Baden weißenburgische Besitzungen, beispielsweise in Bietigheim.
Hermann VII. von Baden fand seine letzte Ruhestätte im Kloster Lichtenthal.